# Risinge hembygdsgård

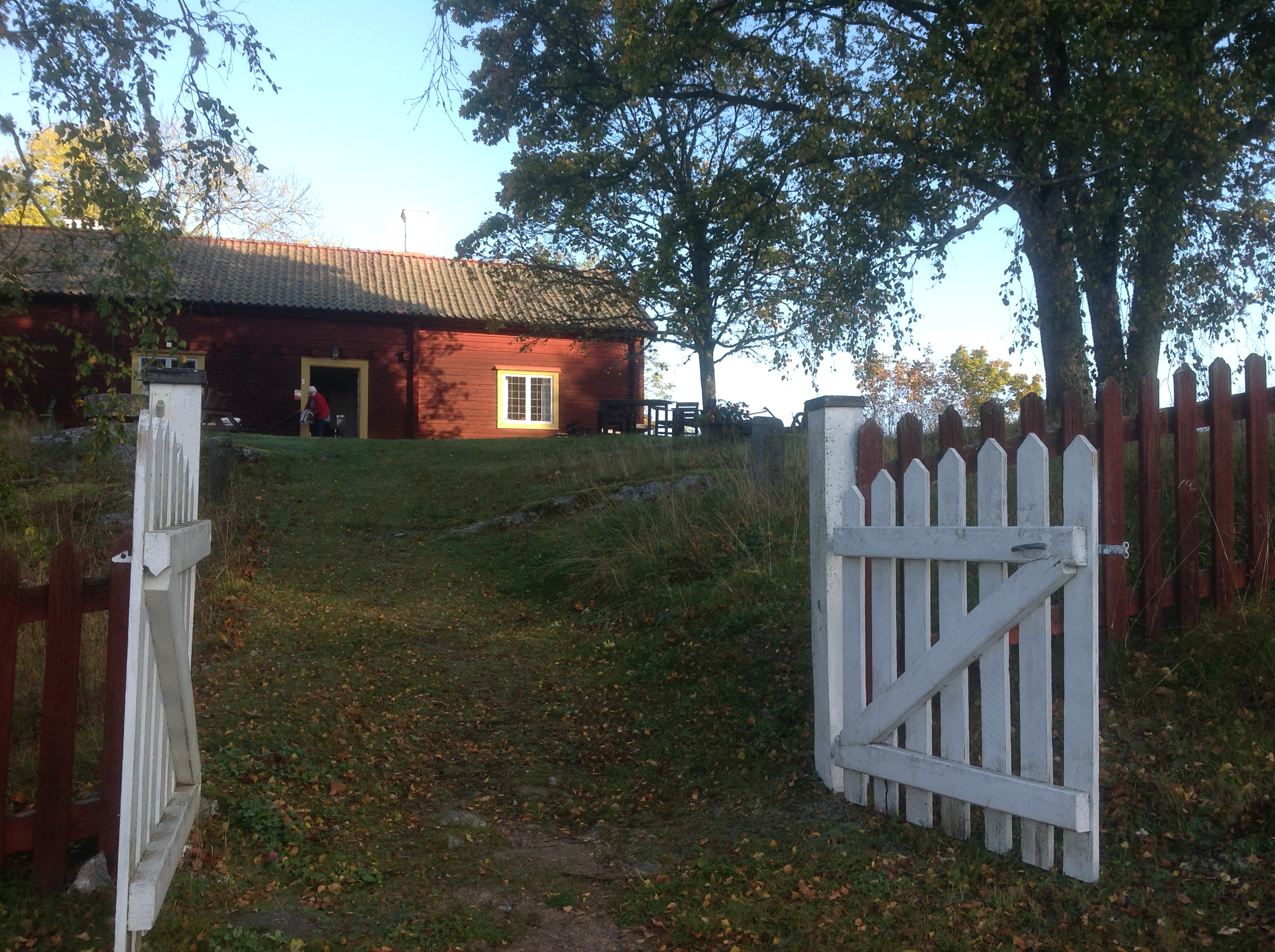
Risinge Hembygdsgård

Risinge hembygdsgård ligger på berget vid Risinge gamla kyrka (Sankta Maria kyrka) i Risinge socken, Finspångs kommun. Hembygdsgården ägs av Risinge hembygdsförening. Föreningen bildades 1916. 

## Byggnader
- Hembygdsgården
- Mässelköpsboden
- Smedjan
- 1700-talsboden
- Stugan

## Galleri

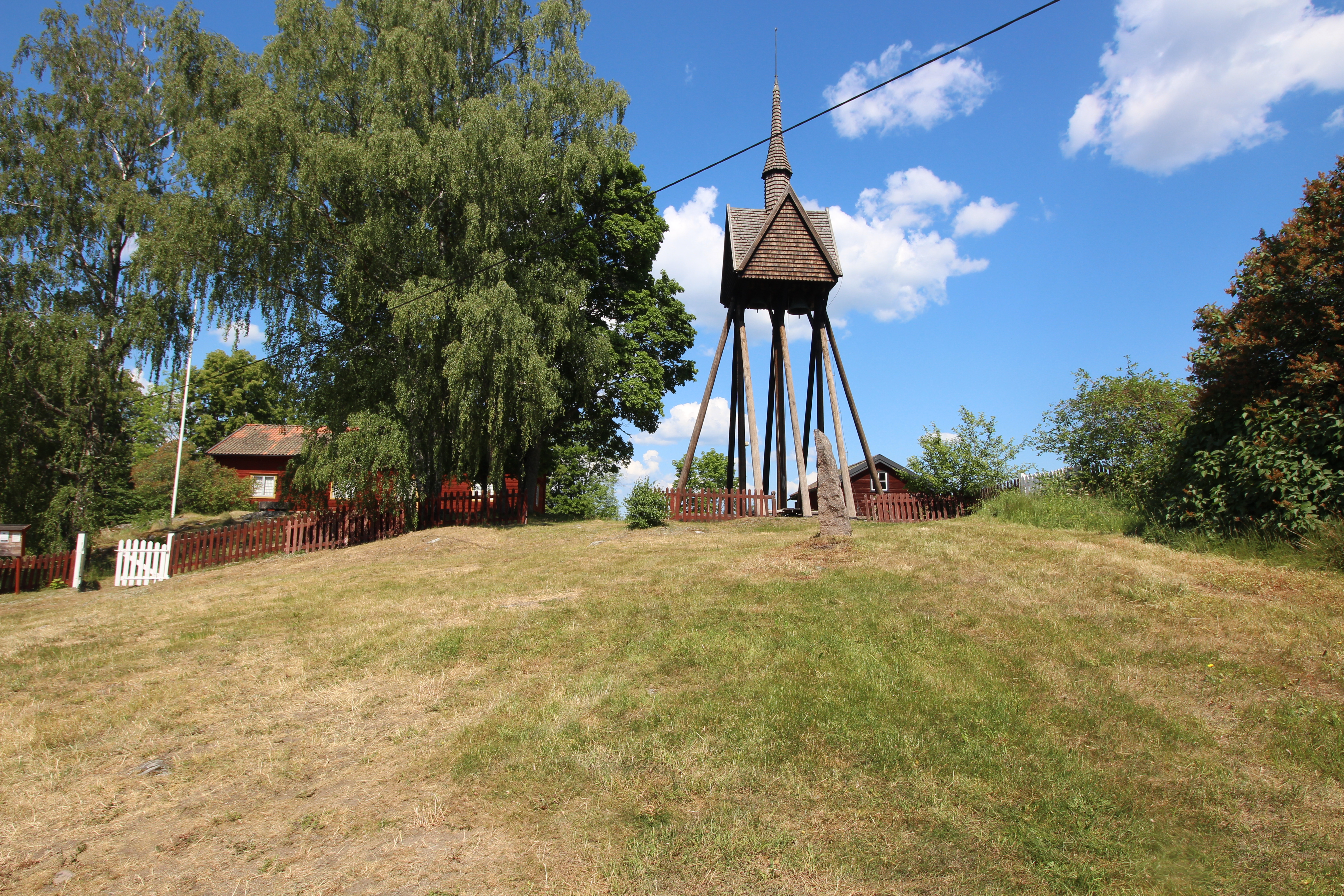
Klockstapeln
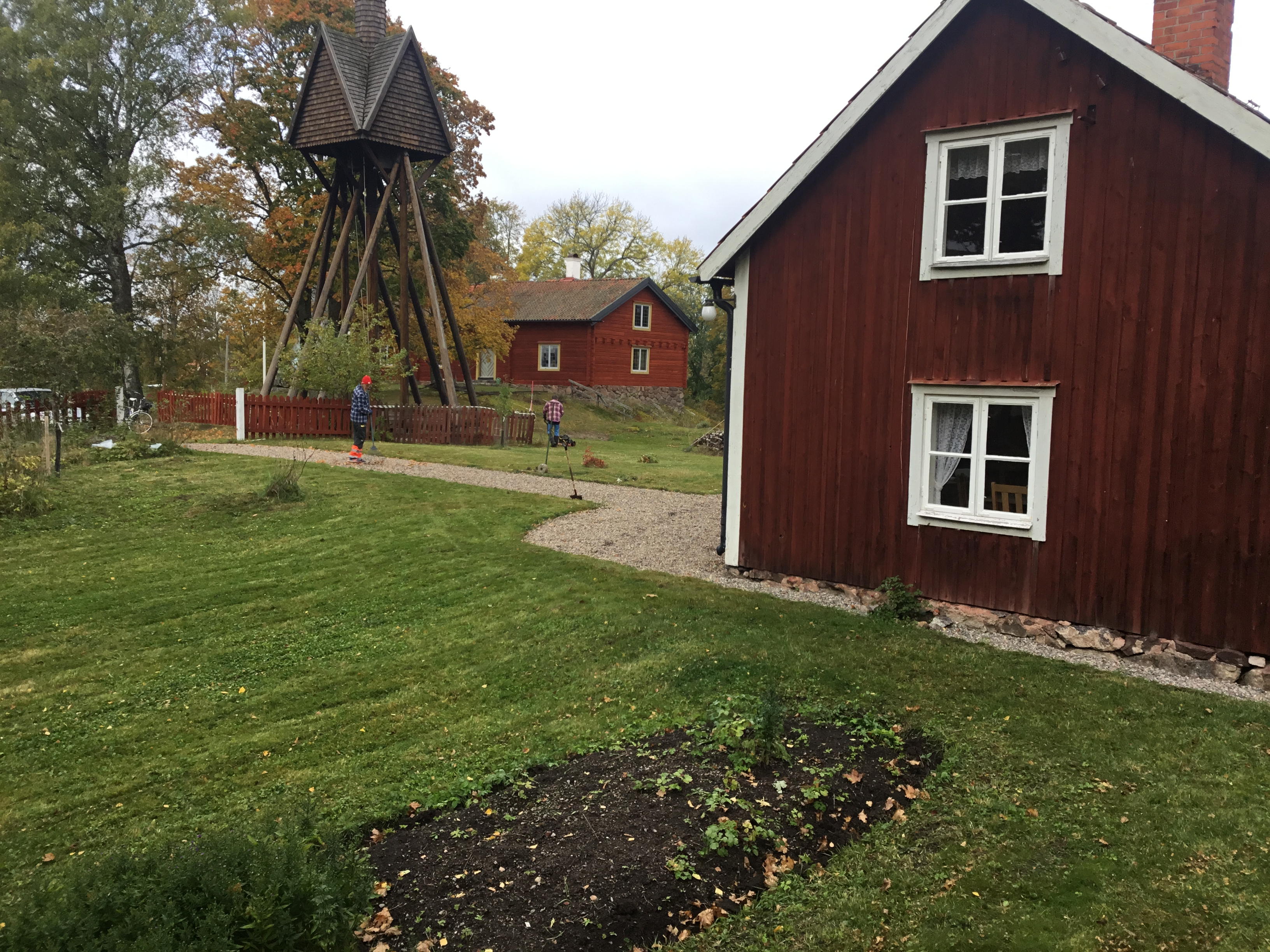
Stugan med klockstapeln och Hembygdsgården i bakgrunden
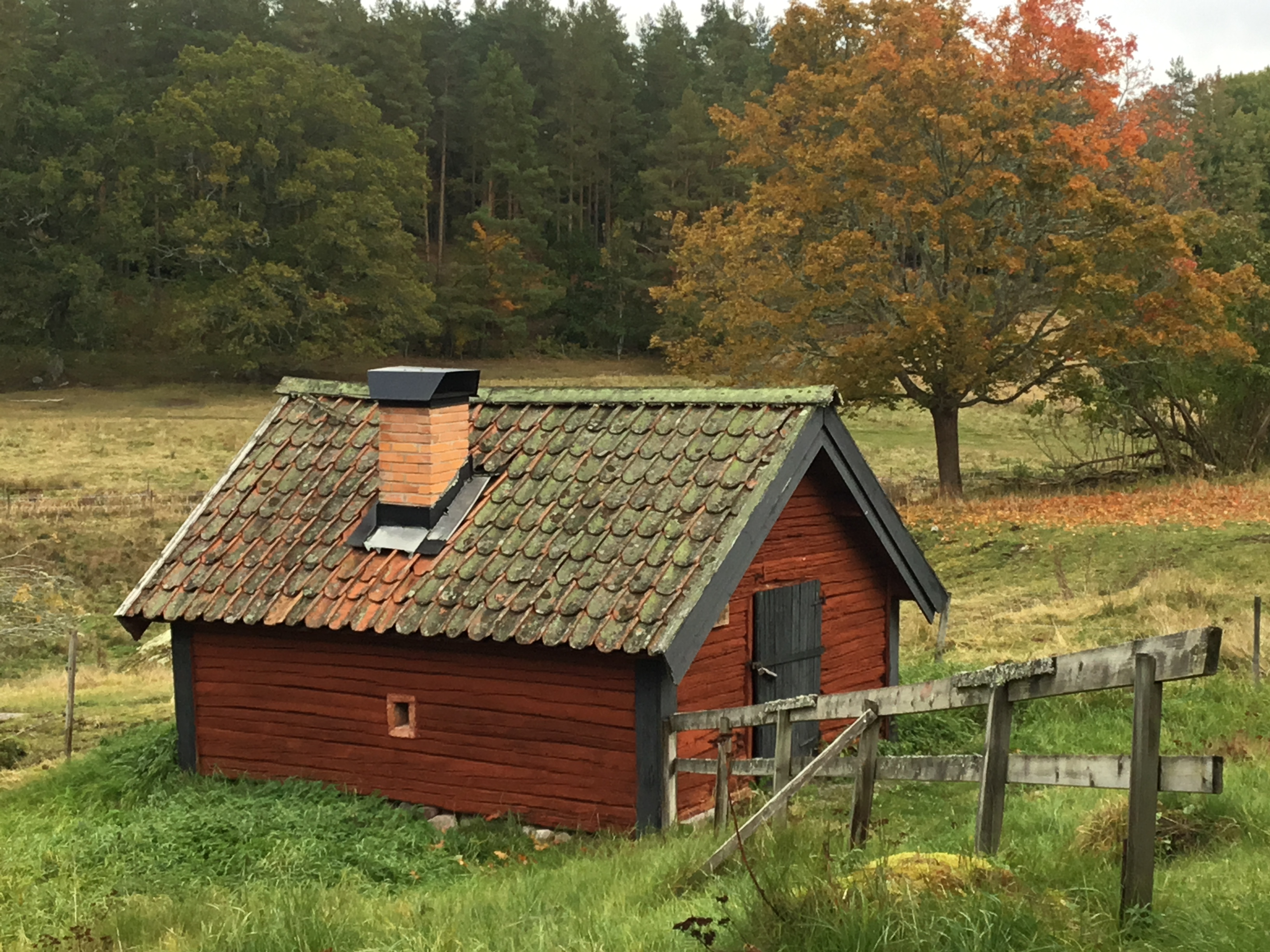
Smedjan